# Антон Кокорин
Антон Сергејевич Кокорин (рус. Антон Сергеевич Кокорин; Ташкент, СССР 5. април 1987) је руски атлетичар специјалиста за трку на 400 метара.
Године 2006, учествовао је на Светском јуниорском првенство у Пекингу, где је на 400 метара испао у полуфиналу, а на Европском првенству до 23 године у Дебрецину осваја 4 место.
На Олимпијским играма 2008. у Пекингу, освојио је бронзану медаљу са руском штафетом 4 × 400 метара. Постигнуто време 2:58,06 минута је нови руски рекорд у тој дисциплини.
Кокорин је висок 1,84 метра, а тежак 78 килограма.

## Лични рекорди
На отвореном:
- 400 метара — 45,77 с 10. септембар 2008, Роверето

У дворани:
- 400 метара — 47,12 с, 8. фебруар 2006, Москва